# Več kot dekle (film, 2002)
Crossroads je ameriški komično-dramski film iz leta 2002, ki ga je režirala Tamra Davis, scenarij zanj pa je napisala Shonda Rhimes. V njem je zaigrala pop zvezdnica Britney Spears (ta film je bil zanjo njen prvi večji filmski projekt) z Danom Aykroydom inKim Cattrall. Ameriški kritiki so ocenili, da film zaradi prikazovanja bežnega mladoletniškega popivanja in sekusalnih prizorov ni primeren za občinstvo, mlajše od trinajst let. Sicer so filmu kritiki po svetu dodelili v glavnem negativne ocene, predvsem jim ni bila všeč njegova zgodba in predvidljivost.

## Zgodba
Tri prijateljice, Lucy (Britney Spears), Kit (Zoë Saldana) in Mimi (Taryn Manning), se dobijo in skupaj zakopljejo škatlo ter sklenejo pakt, da jo bodo ob koncu srednje šole odprle. Ko dekleta pridejo v srednjo šolo, pa se stvari spremenijo. Lucy zadolžijo za poslovilni govor, Kit si želi postati kraljica maturantskega plesa, Mimi pa postane noseča izzobčenka. Na noč maturantskega plesa odprejo škatlo in se pričnejo pogovarjati. Na enkrat ena izmed njih prične drugima dvema razlagati, da bo odšla v Los Angeles in odšla na avdicijo za pogodbo z neko glasbeno založbo. Odločijo se, da bodo odšle skupaj. Z malo denarja se na pot odpravijo z rumenim avtomobilom znamke Buick Skylark iz leta 1973 ter fantom po imenu Ben. Dekleta slišijo govorice, da je Ben morilski manijak, zaradi česar se ga vse bojijo. Ko prispejo v Los Angeles, se Lucy ter Ben zaljubita in kljub željam njenega očeta Lucy ostane v Los Angelesu in odide na avdicijo.

## Igralska zasedba
- Britney Spears kot Lucy Wagner
- Jamie Lynn Spears kot mlajša Lucy Wagner
- Dan Aykroyd kot Pete Wagner
- Kim Cattrall kot Caroline Wagner
- Anson Mount kot Ben
- Zoë Saldana kot Kit
- Taryn Manning kot Mimi
- Justin Long kot Henry

## Glasba iz filma
Film je vključeval tri pesmi Britney Spears iz njenega tretjega glasbenega albuma, poimenovanega po njej: »Overprotected«, »I'm Not a Girl, Not Yet a Woman« in »I Love Rock 'n' Roll«.
Promocijski soundtrack, ki komercialno ni bil na voljo, se ni uvrstil na nobeno glasbeno lestvico; približno 500 000 izvodov so razposlali trgovinam v Združenah državih Amerike in Kanadi.
V Združenem kraljestvu so trgovinam razposlali približno 100 000 izvodov.
Drugod so v trgovine odposlali 600 000 izvodov, zaradi česar so postali izredno redki in so jih razprodali šele potem, ko jih je Britney Spears začela intenzivneje oglaševati.

### Seznam pesmi
Čeprav je film vključeval dvaindvajset pesmi, jih je bilo v soundtrack vključenih le šest. Pet izmed teh pesmi je vključenih v film, ena pa je bila remix uradnega singla iz filma, pesmi »Overprotected«:
| Št.             | Naslov                                     | Izvajalec        | Dolžina |
| --------------- | ------------------------------------------ | ---------------- | ------- |
| 1.              | „I Love Rock 'n' Roll‟ (karaoke različica) | Britney Spears   | 3:06    |
| 2.              | „Shake It Fast‟                            | Mystikal         | 4:15    |
| 3.              | „Girlfriend‟                               | Matthew Sweet    | 3:40    |
| 4.              | „Unforgetful You‟                          | Jars of Clay     | 3:20    |
| 5.              | „Greatest Day‟                             | Bowling for Soup | 3:14    |
| 6.              | „Overprotected‟ (JS16-jev remiks)          | Britney Spears   | 6:07    |
| Skupna dolžina: | Skupna dolžina:                            | Skupna dolžina:  | 23:42   |

## Sprejem

### Zaslužek
Film Več kot dekle so izdali v 2.380 kinematografih in že v prvem dnevu od izida je iztržil 5,2 milijona $. Spletna stran Box Office Mojo je poročala, da je film v prvem tednu od izida z 14.527.187 $ dobička postal drugi najbolje prodajani film tedna, takoj za filmom John Q. z 20.275.194 $ dobička. V drugem tednu od izida je bila prodaja vstopnic že za 52% manjša, s čimer je film postal peti najbolje prodajani film tistega tedna, po mnenju kritikov s spletne strani Yahoo! Movies predvsem zaradi pomanjkanja promocije. V tretjem tednu je prodaja upadla še za 49% in film je z 4,1 milijoni $ zaslužka postal deveti najbolje prodajani film tedna. V četrtem tednu od izida se film Več kot dekle ni uvrstil med prvih deset najbolje prodajanih filmov tedna, saj je z 39% manjšo prodajo zaslužil le 2,4 milijonov $. Nazadnje je film v Združenih državah Amerike iztržil 37.191.304 $, kar je bilo 60,8 % celotnega svetovnega zaslužka. Po svetu bo film zaslužil 61.141.030 $.

### Sprejem kritikov
Filmu Več kot dekle so ameriški kritiki dodelili v glavnem negativne ocene, večinoma pa so kritizirali njegovo zgodbo, ki naj bi bila predvidljiva, hkrati pa film naj ne bi bil primeren za mlajše oboževalce Britney Spears. Na spletni strani Rotten Tomatoes so kritiki filmu dodelili samo 14% pozitivnih ocen; poklicni kritiki so mu dodelili še manjše število pozitivnih ocen, samo 13%. Glede na debitantske filme pop zvezdnikov pa je bil nastop Britney Spears v tem filmu kar uspešen, saj naj bi bil po mnenju kritikov z MTV-ja deseti najboljši nastop pop zvezdnice v debitantskem filmu. Roger Ebert s spletne strani Chicago Sun-Times je napisal: »Ko sem odšel na premiero filma Več kot dekle, sem pričakoval bleščeči avšasti festival in videl sem avše, ne pa tudi festivala.« Po drugi strani pa so nekateri kritiki filmu dodelili tudi pozitivne ocene. Novinar revije The Hollywood Reporter je v svoji oceni filma napisal: »Davisova je režirala nizkoproračunski film z ekonomijo in pomanjkanjem površinskega blišča, kar pa je prijetno nezahtevno.« Novinar kanala E! je napisal, da je sproščen način igranja Britney Spears veliko lažje gledati, kot stil igranja Mariah Carey, še ene pop zvezdnice, ki je kasneje postala igralka.

### Ostali dosežki
Leta 2005 je kanal VH1 sestavil seznam »100 največjih najstniških filmov vseh časov«, na katerem je film Več kot dekle zasedel tretje mesto, takoj za filmoma Titanik (1997) in Beležnica (2004). Film Več kot dekle je studio Paramount Pictures izbral za enega izmed stotih filmov, ki so jih izdali kot filme iz svoje »zbirke za zbiratelje«.
- Leta 2002 je bil film Več kot dekle nominiran za dve nagradi MTV Movie Awards:
  - Najboljši prebojni nastop: Britney Spears
  - Najboljša obleka: Britney Spears
- Leta 2002 je bil film Več kot dekle nominiran tudi za dve nagradi Teen Choice Awards:
  - Najboljša igralka v komični drami: Britney Spears
  - Najboljši par na ekranu: Britney Spears in Anson Mount
- Leta 2002 je bil film Več kot dekle nominiran za pet nagrad American Choice Awards, od katerih je dobil tri:
  - Najboljši film
  - Najboljši preboj igralke: Britney Spears
  - Najboljša filmska pesem: »I'm Not a Girl, Not Yet a Woman« - Britney Spears